# 互联网网关设备协议

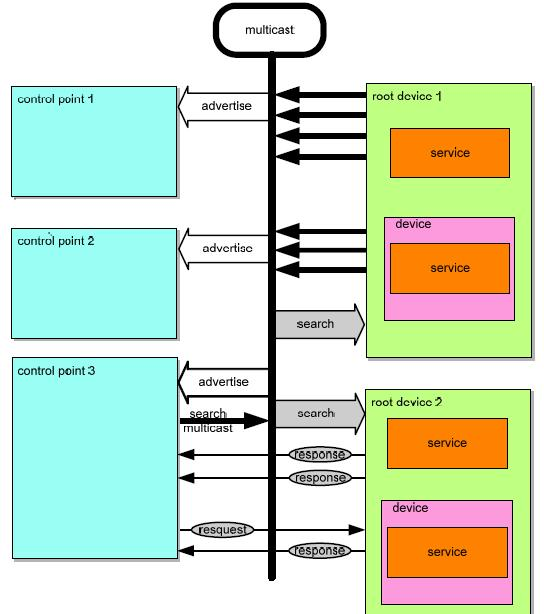
UPnP的发现阶段的图示

互联网网关设备（英語：Internet Gateway Device，缩写IGD）标准设备控制协议（Standardized Device Control Protocol）是一种在网络地址转换（NAT）环境中映射端口的协议，受部分支持NAT的路由器支持。它是一种常见的自动配置端口映射通信协议，并是ISO/IEC标准的一部分，但不是一项IETF标准。

## 用法
使用對等網路网络、多媒体游戏或远程协助程序的应用程序需要一种穿透家庭和商用网关进行通信的方法。在没有IGD支持时，手动配置网关以允许流量通过是一个容易出错且费时费力的过程。UPnP则带来了另一个NAT穿透解决方案。
IGD可以轻松执行如下操作：
- 获知公网（外部）IP地址
- 请求一个新的公网IP地址[2]
- 列举现有的端口映射
- 添加和移除端口映射
- 给映射分配租赁时间

主机可以允许通过简单服务发现协议（SSDP）寻找网络上的可用设备，然后在简单对象访问协议（SOAP）的帮助下进行控制。此种寻找请求通过超文本传输协议（HTTP）和通訊埠1900发送到多播地址239.255.255.250，示例如下：
```
M-SEARCH * HTTP/1.1
HOST: 239.255.255.250:1900
MAN: "ssdp:discover"
MX: 2
ST: 
urn:schemas-upnp-org:device:InternetGatewayDevice:1
```

## 安全风险
如果网关设备可被更改配置，IGD协议可能带来新的风险。